# Marei Al Ramli
Marei Suliman Al Ramli (4 dicembre 1977) è un ex calciatore libico, di ruolo centrocampista.

## Carriera

### Club
Nel 2006, dopo aver giocato all'Al-Ittihad Tripoli, si trasferisce all'Al-Nasr Bengasi. Nell'estate 2007 passa all'Al-Olympic Zawiya. Nel gennaio 2008 viene acquistato dall'Al-Akhdar. Nel 2009 passa all'Al-Nasr Bengasi. Nell'estate 2010 si trasferisce in Oman, all'Al-Oruba. Nel gennaio 2011 torna in patria, all'Al-Tahaddy.

### Nazionale
Ha debuttato in Nazionale nel 2001. Ha partecipato, con la Nazionale, alla Coppa d'Africa 2006. Ha collezionato in totale, con la maglia della Nazionale, 16 presenze e due reti.